# V-sit
『V-sit』（ビシット）は、奥井雅美の2ndアルバム。1996年9月21日にスターチャイルドから発売された。

## 背景
- キャッチコピーは『うつむいていたら星は見えない ビシッと行くよ2nd BEST』。タイトルは「ビシっと行こう」という意味からきている。
- 前作『Gyuu』から1年ぶりとなるアルバム。キャッチコピーにあるように、前作から3rdアルバム『Ma-KING』[1]（1997年）までは、発売当初ベスト・アルバムとして発売されたが、2001年に発売された『S-mode #1』がリリースしてからは、オリジナルアルバムとしてナンバリングされている。
- 本作から、6thアルバムの『NEEI』（2000年）までは、当時の事務所の取締役だった矢吹俊郎と、スターチャイルドのエグゼクティブ・プロデューサーだった大月俊倫がプロデュースを担当し、一部の楽曲を除いて、奥井自らが作詞及び作曲を手がけるようになる。

## 音楽性
- 「領域〜Heaven & Hell〜」は、1996年に発売されたラジオCD『爆れつハンターSP.〈学園編〉青春その1』[2]で水谷優子に提供したキャラクターソングのセルフカバー。

## コンサートツアー
本作を引っ提げたコンサートツアー『Masami Okui V-SIT '96 Concert』が1996年9月に行われた。日程は、以下の通り。
| 日程          | 都道府県 | 会場                 |
| ------------- | -------- | -------------------- |
| 1996年9月21日 | 東京都   | ヤクルトホール       |
| 1996年9月22日 | 東京都   | ヤクルトホール       |
| 1996年9月26日 | 大阪府   | コークステップホール |

## 収録曲
| #         | タイトル                         | 作詞      | 作曲               | 編曲             | 時間  |
| --------- | -------------------------------- | --------- | ------------------ | ---------------- | ----- |
| 1.        | 「MASK」(masamix)                | 奥井雅美  | 奥井雅美           | 矢吹俊郎・大平勉 | 5:07  |
| 2.        | 「最高のGAMBLE」                 | 奥井雅美  | 奥井雅美           | 矢吹俊郎         | 4:40  |
| 3.        | 「Shake it」                     | 奥井雅美  | 奥井雅美           | 矢吹俊郎・大平勉 | 4:59  |
| 4.        | 「嘘の笑顔 本当の涙」            | 奥井雅美  | 奥井雅美           | 矢吹俊郎・大平勉 | 4:44  |
| 5.        | 「Lonely soul」                  | 奥井雅美  | 大平勉             | 大平勉           | 5:03  |
| 6.        | 「DREAMING HEART」               | 木本慶子  | 若林剛太           | 大平勉           | 4:51  |
| 7.        | 「二人」                         | 奥井雅美  | 奥井雅美           | 大平勉           | 6:08  |
| 8.        | 「LOVE IS FIRE」                 | 奥井雅美  | 大平勉             | 矢吹俊郎・大平勉 | 4:42  |
| 9.        | 「GET MY WAY」                   | 山本成美  | 矢吹俊郎           | 矢吹俊郎         | 3:42  |
| 10.       | 「戦場のマドンナ」               | 奥井雅美  | 大平勉             | 大平勉           | 4:32  |
| 11.       | 「領域 〜Heaven & Hell〜」       | 奥井雅美  | 奥井雅美           | 矢吹俊郎         | 5:25  |
| 12.       | 「真面目なキッカケ」             | 奥井雅美  | 奥井雅美           | 矢吹俊郎         | 5:00  |
| 13.       | 「邪魔はさせない」(live rock-on) | 奥井雅美  | 奥井雅美・矢吹俊郎 | 矢吹俊郎         | 4:39  |
| 14.       | 「Friends」                      | 奥井雅美  | 大平勉             | 大平勉           | 4:07  |
| 合計時間: | 合計時間:                        | 合計時間: | 合計時間:          | 合計時間:        | 67:39 |

## 参加ミュージシャン
| MASK (masamix) - Synthesizer Programming : 大平勉, 矢吹俊郎 - Keyboards : 大平勉 - Guitars : 矢吹俊郎 - Bass solo : NUBO - Chorus : 奥井雅美 最高のGAMBLE - Synthesizer programming, Keyboards and Guitars : 矢吹俊郎 - Sax solo : 藤陵雅裕 - Chorus : 奥井雅美, Koh-chan, 副田研二 Shake it - Synthesizer Programming : 大平勉, 矢吹俊郎 - Keyboards : 大平勉 - Guitars : 矢吹俊郎 - Chorus : 奥井雅美, Koh-chan, 田中耕作, 副田研二 嘘の笑顔 本当の涙 - Synthesizer Programming : 矢吹俊郎, 大平勉 - Keyboards : 大平勉 - Guitars : 矢吹俊郎 - Chorus : 奥井雅美, 副田研二 Lonely soul - Synthesizer programming and Keyboards : 大平勉 - Chorus : 奥井雅美, 田中耕作 - Rap : KS-Jr DREAMING HEART - Synthesizer Programming : 大平勉, 矢吹俊郎 - Keyboards : 大平勉 - All guitars : 矢吹俊郎 - Chorus : 奥井雅美 二人 - Synthesizer programming and Keyboards : 大平勉 - All guitars : 渡辺格 - Chorus : 奥井雅美 | LOVE IS FIRE - Synthesizer programming, Keyboards and Guitars : 大平勉 - Guitars : 矢吹俊郎 - Chorus : 奥井雅美, Keiko Kajimoto GET MY WAY - Synthesizer programming, Keyboards and Guitars : 矢吹俊郎 - Chorus : 奥井雅美 戦場のマドンナ - Synthesizer programming and Keyboards : 大平勉 - Guitars : 矢吹俊郎 - Chorus : 奥井雅美 領域 〜Heaven & Hell〜 - Synthesizer programming, Keyboards and Guitars : 矢吹俊郎 - Guitar solo : 若林剛太 - Chorus : 奥井雅美, 副田研二 真面目なキッカケ - Synthesizer programming, Keyboards and Guitars : 矢吹俊郎 - Sax solo : 藤陵雅裕 - Chorus : 奥井雅美 邪魔はさせない (live rock-on) - Synthesizer programming, Keyboards and Guitars : 矢吹俊郎 - Drums : 江口信夫 - Bass : 住吉中 - Sax solo : 藤陵雅裕 - Chorus : 奥井雅美, Koh-chan, 副田研二 Friends - Piano : 大平勉 - Chorus : 奥井雅美 |

## タイアップ
| 曲名             | タイアップ                                             | 備考                                                                                                |
| ---------------- | ------------------------------------------------------ | --------------------------------------------------------------------------------------------------- |
| 最高のGAMBLE     | ラジオドラマ『スレイヤーズEX.』イメージソング          | コンピレーションアルバム『スレイヤーズ the BEST of SLAYERS〔from TV&RADIO〕』には収録されていない。 |
| Shake it         | OVA『それゆけ!宇宙戦艦ヤマモト・ヨーコ』主題歌         | 7thシングル。                                                                                       |
| Lonely soul      | OVA『それゆけ!宇宙戦艦ヤマモト・ヨーコ』イメージソング | 7thシングルのカップリング。                                                                         |
| DREAMING HEART   | OVA『女神天国』エンディングテーマ                      | コンピレーションアルバム『女神天国 音楽天国』に収録。                                               |
| GET MY WAY       | OVA『女神天国』オープニングテーマ                      | コンピレーションアルバム『女神天国 音楽天国』に収録。                                               |
| 戦場のマドンナ   | ラジオドラマ『スレイヤーズEX.』イメージソング          | コンピレーションアルバム『スレイヤーズ the BEST of SLAYERS〔from TV&RADIO〕』に収録。               |
| 真面目なキッカケ | ラジオドラマ『スレイヤーズEX.』イメージソング          | コンピレーションアルバム『スレイヤーズ the BEST of SLAYERS〔from TV&RADIO〕』には収録されていない。 |